# Aeroportul Imperatriz
Aeroportul Imperatriz (IATA: IMP, ICAO: SBIZ) este un aeroport din Imperatriz, Maranhão, Brazilia ce deservește zona Imperatriz. Aeroportul a fost tranzitat în 2022 de 257.965 de pasageri. A fost numit după zona deservită.
Situat la o altitudine de 131 m, aeroportul dispune de 1 pistă. Este operat de Infraero⁠(d).

## Infrastructură

### Piste
Aeroportul dispune de o singură pistă. Pista 7/25 are suprafața de asfalt și dimensiunile 1.798 m × 45 m. 